# Herb gminy Słopnice
Herb gminy Słopnice – jeden z symboli gminy Słopnice, ustanowiony 26 października 1999.

## Wygląd i symbolika
Herb przedstawia na tarczy koloru czerwonego złotą sowę, siedzącą na zielonym dębie ze złotymi żołędziami. Są to elementy z herbów wsi: Słopnica Królewska i Słopnica Szlachecka, które dziś tworzą miejscowość Słopnice. 